# Aspidistra nikolaii
Aspidistra nikolaii é uma planta cuja flor é de coloração roxa e é originária das montanhas entre o Vietnã e o Laos.